# Фроггатт, Джоан
Джо́ан Фро́ггатт (англ. Joanne Froggatt, род. 23 августа 1980) — английская актриса, была трижды номинирована на премию «Эмми», лауреат премии «Золотой глобус» в 2015 году.

## Биография
Джоан Фроггатт родилась и выросла в деревне Литтлбэк, Норт-Йоркшир. Её родители, Энн и Кит Фроггатт, управляли магазинчиком, а затем фермой на приусадебном участке недалеко от Уитби, на которой разводили овец редкой породы. Фроггатт присоединилась к драматической труппе в Скарборо, а затем в тринадцатилетнем возрасте поступила в Театральную школу Редруфс в Мейденхеде.

## Карьера
В 1996 году (в 15 лет) дебютировала на телевидении в эпизоде сериала «Чисто английское убийство», где сыграла несовершеннолетнюю проститутку. После она появилась в мыльной опере «Улица Коронации» и в последующие годы регулярно снималась на телевидении и в кино. В 2010 году Джоан Фроггатт получила Премию британского независимого кино за роль в фильме «Во имя нас».
С 2010 по 2015 год Джоан Фроггатт снималась в телесериале «Аббатство Даунтон». Сериал получил успех среди критиков, а актриса в 2012, 2014 и 2015 годах номинировалась на премию «Эмми» за лучшую женскую роль второго плана в драматическом телесериале за работу в шоу. В 2015 году она получила премию «Золотой глобус» за лучшую женскую роль второго плана за роль горничной в сериале.

## Личная жизнь
С 6 октября 2012 года Фроггатт замужем за директором ИТ-компании Джеймсом Кэнноном. 9 февраля 2020 года стало известно, что недавно они расстались после семи лет брака.
Фроггатт живёт в Бакингемшире, Великобритания.

## Фильмография
| Год          |     | Русское название               | Оригинальное название              | Роль                            |
| ------------ | --- | ------------------------------ | ---------------------------------- | ------------------------------- |
| 1996         | с   | Чисто английское убийство      | The Bill                           | Келли Мартин                    |
| 1997—1998    | с   | Улица Коронации                | Coronation Street                  | Зоуи Таттерсолл                 |
| 1999         | с   | Плохие девочки                 | Bad Girls                          | Рейчел Хикс                     |
| 1999         | с   | Дамы за обедом                 | dinnerladies                       | Сигурни                         |
| 2000         | с   | Дитя природы                   | Nature Boy                         | Дженни Макалистер               |
| 2000         | с   | Дети других людей              | Other People's Children            | Бекки                           |
| 2000         | тф  | Лорна Дун                      | Lorna Doone                        | Лиззи Ридд                      |
| 2001         | с   | Детектив Джек Фрост            | A Touch of Frost                   | Энн                             |
| 2001         | с   | Катастрофа                     | Casualty                           | Люси Карри                      |
| 2002         | ф   | Миранда                        | Miranda                            | Джеки                           |
| 2002         | с   | Классный парень Эдди           | Nice Guy Eddie                     | Мэнди                           |
| 2002         | с   | Райский перевал                | Paradise Heights                   | Джулия Сойер                    |
| 2002         | тф  | Стрэтфордские жёны             | The Stretford Wives                | Доун Ричардс                    |
| 2003         | тф  | Даниель Кейбл: Свидетель       | Danielle Cable: Eyewitness         | Даниель Кейбл                   |
| 2003         | с   | Красная шапочка                | Red Cap                            | рядовой Трейси Волтерс          |
| 2003         | с   | Последний детектив             | The Last Detective                 | Силия / Джози                   |
| 2004         | с   | Война на острове               | Island at War                      | Анжелика Мэхи                   |
| 2006         | с   | Жизнь на Марсе                 | Life on Mars                       | Рут Тайлер                      |
| 2006         | с   | Улица                          | The Street                         | Кэрри                           |
| 2006         | с   | Ребус: Висячий сад             | Rebus                              | Гейл Мэйтлэнд                   |
| 2006         | с   | Пропавшая                      | Missing                            | Сибил Фостер                    |
| 2006         | тф  | Не вижу зла: Болотные убийства | See No Evil: The Moors Murders     | Морин Смит                      |
| 2007         | кор | Эхо                            | Echoes                             | Аня                             |
| 2007         | тф  | Убийство в глуши               | Joanne Lees: Murder in the Outback | Джоан Лиз                       |
| 2008         | с   | Призраки: Код 9                | Spooks: Code 9                     | Ханна                           |
| 2009         | с   | Двигаясь вперёд                | Moving On                          | Келли                           |
| 2009         | с   | Робин Гуд                      | Robin Hood                         | Кейт                            |
| 2010         | ф   | Во имя нас                     | In Our Name                        | Сьюзи                           |
| 2010         | с   | Установление личности          | Identity                           | Джейн Кэлшоу                    |
| 2010         | с   | Королевская семья              | The Royle Family                   | Саскиа                          |
| 2010—2015    | с   | Аббатство Даунтон              | Downton Abbey                      | Анна Смит, позже — Анна Бейтс   |
| 2012         | с   | Настоящая любовь               | True Love                          | Рут                             |
| 2013         | ф   | Грязь                          | Filth                              | Мэри                            |
| 2013         | ф   | Ты хочешь, чтобы я его убил?   | Uwantme2killhim?                   | детектив-инспектор Сара Клейтон |
| 2013         | ф   | Остановившаяся жизнь           | Still Life                         | Келли Стоук                     |
| 2014         | с   | Секреты                        | The Secrets                        | Лекси                           |
| 2015 — н. в. | мс  | Боб-строитель                  | Bob the Builder                    | Венди (голос)                   |
| 2016         | ф   | Морская звезда                 | Starfish                           | Никола Рэй                      |
| 2016         | ф   | Уличный кот по кличке Боб      | A Street Cat Named Bob             | Вэл                             |
| 2016         | с   | Тёмный ангел                   | Dark Angel                         | Мэри Энн Коттон                 |
| 2017         | ф   | Красавица для чудовища         | Mary Shelley                       | Мэри Джейн Клэрмонт             |
| 2017         | мф  | Боб-строитель: Мега-машины     | Bob the Builder: Mega Machines     | Венди (голос)                   |
| 2017         | ф   | Последняя вещь                 | One Last Thing                     | Джейми                          |
| 2017         | с   | Лжец                           | Liar                               | Лора Нильсон                    |
| 2019         | ф   | Аббатство Даунтон              | Downton Abbey                      | Анна Бейтс                      |
| 2019         | с   | Общее достояние                | The Commons                        | Иди Булай                       |
| 2025         | с   | Гангстерленд                   | MobLand                            | Джан да Соуза, жена Гарри       |

## Награды и номинации
| Год  | Награда                                     | Категория                                                                 | Фильм                    | Результат |
| ---- | ------------------------------------------- | ------------------------------------------------------------------------- | ------------------------ | --------- |
| 2003 | Премия Королевского телевизионного общества | Лучшая актриса                                                            | Даниель Кейбл: Свидетель | Номинация |
| 2010 | Премия британского независимого кино        | Самый многообещающий дебют                                                | Во имя нас               | Победа    |
| 2012 | Прайм-таймовая премия «Эмми»                | Лучшая женская роль второго плана в драматическом телесериале             | Аббатство Даунтон        | Номинация |
| 2012 | Премия Гильдии киноактёров США              | Лучший актёрский состав в драматическом сериале                           | Аббатство Даунтон        | Победа    |
| 2012 | Телевизионный фестиваль в Монте-Карло       | Выдающаяся актриса                                                        | Аббатство Даунтон        | Номинация |
| 2013 | Премия Гильдии киноактёров США              | Лучший актёрский состав в драматическом сериале                           | Аббатство Даунтон        | Номинация |
| 2014 | Прайм-таймовая премия «Эмми»                | Лучшая женская роль второго плана в драматическом телесериале             | Аббатство Даунтон        | Номинация |
| 2014 | Золотой глобус                              | Лучшая женская роль второго плана — мини-сериал, телесериал или телефильм | Аббатство Даунтон        | Победа    |
| 2014 | Премия Гильдии киноактёров США              | Лучший актёрский состав в драматическом сериале                           | Аббатство Даунтон        | Победа    |
| 2015 | Прайм-таймовая премия «Эмми»                | Лучшая женская роль второго плана в драматическом телесериале             | Аббатство Даунтон        | Номинация |
| 2015 | Премия Гильдии киноактёров США              | Лучший актёрский состав в драматическом сериале                           | Аббатство Даунтон        | Победа    |
| 2016 | Золотой глобус                              | Лучшая женская роль второго плана — мини-сериал, телесериал или телефильм | Аббатство Даунтон        | Номинация |